# Tim Torn Teutenberg
Tim Torn Teutenberg (født 19. juni 2002 i Mettmann) er en cykelrytter fra Tyskland, der er på kontrakt hos Lidl-Trek.